# Stockstadt am Rhein
Stockstadt am Rhein è un comune tedesco di 6 333 abitanti,, situato nel land dell'Assia.